# Giovanni Berton
Giovanni Berton (ur. 4 września 1981 w Cavarzere) – włoski kierowca wyścigowy.

## Kariera
Berton rozpoczął karierę w wyścigach samochodowych w 2000 roku od startów we  Włoskiej Formule Renault. Z dorobkiem czterech punktów uplasował się tam na 25 pozycji w klasyfikacji generalnej. Rok później w tej samej serii był piętnasty. W późniejszych latach pojawiał się także w stawce Formuły Europejskiego Pucharu Formuły Renault 2.0, Włoskiej Formuły 3, Formuły 3000, Włoskiej Formuły 3000, FIA GT Championship, Italian GT Championship, Italian GT Cup, Lamborghini Super Trofeo, Superstars Championship Italy, Superstars International Series, EUROV8 Series, Porsche Supercup oraz Włoskiego Pucharu Porsche Carrera.
W Formule 3000 Włoch wystartował podczas węgierskiej rundy sezonu 2003. Zajął wówczas dziesiąte miejsce.